# Masaru Kato
Masaru Kato (født 7. maj 1991) er en japansk fodboldspiller, som spiller for den japanske fodboldklub Albirex Niigata.